# 창녕 목마산성
창녕 목마산성(昌寧 牧馬山城, 영어: Mongmasanseong Fortress, Changnyeong)은 대한민국 경상남도 창녕군 창녕읍, 화왕산의 북쪽 봉우리로부터 서쪽으로 뻗은 화왕산의 골짜기를 중심으로 삼국시대에 지어진 포곡식 형식의 산성이다.

## 현지 안내문
창녕 동쪽에 있는 화왕산의 북쪽 봉우리로부터 서쪽으로 뻗은 야산의 골짜기를 에워싼 포곡식 산성이다.
쌓은 연대는 확실히 알 수 없으나, 신라 진흥왕이 대가야를 완전히 정복하고 이곳에 하주(下州)를 두었는데 그 때 이미 이 성이 존재한 것으로 보고 있다. 부근에는 가야 고분들이 많이 있어 연대추정의 자료가 되고 있다.
임진왜란(1592)과도 관계가 깊은 산성으로 알려져 있다. 둘레 1,9㎞로 산성으로서는 규모가 매우 큰 편이고 비교적 석축의 상태가 잘 남아있는 편이다. 삼국시대에 흔히 볼 수 있는 산성의 형태이며, 성의 앞면이 계곡 입구를 향하여 있는 것으로 보아 수비를 위한 산성으로 보인다. 산성의 이름이 목마산성이기 때문에 혹시 후대에 말을 기르기 위한 목마장으로 사용되었을 가능성도 있다.
부근의 사적 '화왕산성'과는 규모 면에서는 거의 같으나 그 형식이 달라, 같은 지방에 있는 산성의 양식을 비교하기에 좋은 자료이다.
※(목마산성 → 창녕 목마산성)으로 명칭변경 (2011.07.28 고시)

## 같이 보기
- 화왕산

## 참고 자료
- 창녕 목마산성 - 국가유산청 국가유산포털